# Așezământul de Artă și Cultură Religioasă „Maia Catargi”
Așezământul de Artă și Cultură Religioasă „Maia Catargi” este un muzeu județean din Maia. Muzeul a fost inaugurat în toamna anului 1996. Meritul de a constitui această colecție revine preotului paroh Alexandru Marinescu. O parte din colecție reprezintă o donație a familiei Barbu Catargiu către biserica din localitate - ctitorie a lui Pană Filipescu, la fel ca și capela familiei Catargiu - unde se află mormântul lui Barbu Catargiu și cel al tatălui său.  Colecția cuprinde icoane pe lemn (secolele XVIII - XIX), icoane realizate în alte tehnici (sticlă, medalion, cromolitografie etc.), vase de cult, carte veche de cult și carte rară, veșminte preoțești.
Clădirea a fost construită în anii 1994 - 1996.